# 时代周报 (德国)
《时代周报》（德語：Die Zeit）是德国的一份跨区域发行的周报，报社总部设在汉堡。

## 历史
首次发行于1946年2月21日。1996年7月1日之后，时代周报和时代出版社隶属于霍尔茨布林克出版集团。该报纸发行时间为每周四，每逢节日时该报一般会提前出版。
时代周报在贝鲁特、柏林、布鲁塞尔、法兰克福、莱比锡、莫斯科、新德里、纽约、巴黎、里约热内卢、华盛顿、维也纳和苏黎世设有编辑部。周报的通讯记者也在安曼和伦敦工作。

## 立场和风格
时代周报的目标读者群为受过良好教育者，主要为学者和知识分子。该报的政治立场偏向自由主义或者社会自由主义，但在左翼和右翼之间有过几次摇摆。在争议性的话题上该报也给予不同立场者发表言论的空间。